# مطار الدار البيضاء أنفا
مطار الدار البيضاء أنفا، هو مطار مهجور حالياً كان سابقاً يخدم مدينة الدار البيضاء. بني سنة 1920، وتم توقيف جميع عملياته بحلول سنة 2007، وذالك لتواجده في موقع مهم بالمدينة ولإعاقته لعمليات التوسع العمراني والحضاري الذي تعرفه مدينة الدار البيضاء. تم تحويل عمليات وتجهيزات المطار وتوزيعها على كل من مطاري بن سليمان ومحمد الخامس.

## تاريخ
في عهد الإستعمار الفرنسي للمغرب، بني المطار سنة 1920 من طرف الحكومة الفرنسية.

## الوضعية الحالية
المطار حالياً مهجور وقد تم إزالة مختلف البنايات التي كان يتكون منها، وتم أيضاً إزالة مدرجه وبناء سكة طرامواي الدار البيضاء. لكن بقي مركز عمليات الخطوط الملكية المغربية التي يتكون من مختلف إدارات الشركة، وكذالك حظيرة طائرات قديمة، تتكون من طائرات من طراز لوكهيد كونستليشن وبوينغ 727 وبوينغ 737.
تم بناء مطار أنفا في عشرينيات القرن الماضي من قبل الحكومة الفرنسية، وكان مطار أنفا المطار الرئيسي للدار البيضاء حتى أغلقت القوات الجوية الأمريكية قاعدتها في نواسير في عام 1959.توسعت قاعدة نواسير الجوية على مر السنين للتعامل مع الطائرات النفاثة الكبيرة وأصبحت المطار الرئيسي لشركة الدار البيضاء، مطار محمد الخامس الدولي.خلال الحرب العالمية الثانية، وضعت حكومة فيشي الفرنسية يدها على مطار أنفا واستخدمته كمطار بالإضافة إلى قاعدة جوية للقوات الجوية الفرنسية في فيشي (بالفرنسية: Armee de l fair de vichy) بطائراتها المحدودة المسموح بها بالهدنة مع ألمانيا
كان مطار أنفا أحد الأهداف الرئيسية المرتبطة به خلال عملية شعلة، وغزو شمال أفريقيا، وتم حجزه في الهبوط الأولي في منطقة الدار البيضاء.بعد الاستيلاء عليها من قبل قوات التحالف
كان المطار بمثابة نقطة عبور لطائرات القوات الجوية الأمريكية المتجهة إلى إنجلترا لتجهيز القوات الجوية الثامنة، وكذلك للقوات الجوية الثانية عشرة والخامسة عشرة في مسرح البحر الأبيض المتوسط، كجزء من مسار النقل الجوي الجنوبي من الولايات المتحدة عبر البرازيل وداكار في السنغال.وقد أعيد إلى السيطرة المدنية في أواخر عام 1945.أصبح المطار مغلقا حاليا ويخضع حاليا لمشروع حضري كبير.